# Finition organo-minérale
Pour les articles homonymes, voir FOM.
Les finitions organo-minérales ou FOM sont le complément nécessaire aux finitions de conversion sur du zinc électrolytique pour répondre aux évolutions des spécifications automobiles pour une meilleure résistance à la corrosion, même sous contrainte thermique dans le compartiment moteur, un contrôle du coefficient de frottement et une meilleure résistance à l’usure.

## Histoire
Le développement des finitions organo-minérales (FOM) ou finitions renforcées a débuté dans les années 1980 lorsque le secteur automobile français cherchait les moyens de renforcer la résistance à la corrosion lorsque la température atteignait 120 °C dans le compartiment moteur. Les pièces mécaniques soumises aux frottements devaient également conserver leur protection après des efforts mécaniques répétés (par exemple: serrage, pliage, sertissage, emboutissage).
Les chercheurs ont découvert que l’incorporation de silice dans les chromatations préservait leur degré d’hydratation même à 120 °C. L’addition de cires organiques en suspension permettait aux dépôts de conversion de glisser et d’exacerber le rôle d’auto-cicatrisation des conversions chromiques après blessure mécanique des dépôts.
Les premières finitions renforcées sont apparues dans les normes de PSA et de Renault vers la fin du XXe siècle. Elles étaient alors principalement développées pour l'industrie de la visserie-boulonnerie pour laquelle les propriétés lubrifiantes des finitions sont souvent nécessaires pour le contrôle du coefficient de frottement. Les normes automobiles quant à la résistance à la tenue du brouillard salin NF41002, par exemple, sont devenues de plus en plus forte au cours des ans passant de 200 heures avant rouille rouge en 1985 à 400h en 1992, puis 600h en 2000 pour atteindre 720h en 2002.
Dans le même temps, les directives européennes ont imposé un plus grand respect de l'environnement (VHU ou directive 2000/53, RoRS ou directive 2002/95 en bannissant par exemple l'utilisation du chrome hexavalent dans les passivations de conversion au chrome.
Les finitions organo-minérales ont alors largement contribué à la promotion des passivations au chrome trivalent (par exemple Brevet EP1409157 sur les dépôts noirs sur zinc alliés).

## Procédés
Les procédés varient selon leur aspect, leurs fonctions lubrifiantes et leurs applications en vrac ou sur montage. Mais la structure du dépôt reste toujours la même:
| FOM 1-2 μm                 |
| -------------------------- |
| passivation 0.2-2 μm       |
| zinc ou zinc allié 8-10 μm |

### FOM d’aspect noir
Ces finitions organo-minérales contiennent des pigments organiques (colorants) ou minéraux de type noir de carbone.

### Applications
L’application des FOM se fait en général au trempé, intégré dans une ligne de zingage. Mais la complexité des pièces peut nécessiter des applications au pistolet lorsque l’effet de goutte est rédhibitoire.
- Au trempé, les pièces subissent des traitements humides
- à l’attache, les pièces suspendues sur un montage suivent tous les traitements de zingage depuis la préparation jusqu’au séchage avant déchargement. Les FOM sont alors de nature filmogène avec des résines ou des vernis pour un meilleur accrochage et un séchage sans goutte.
- en vrac, les pièces zinguées dans des tonneaux pour l’électrolyse sont transférées dans des paniers de centrifugeuses, en général en acier. Ces paniers servent à la passivation et à l’immersion dans la finition renforcée. Les centrifugeuses à vitesse variable peuvent être inclinées pour une meilleure rotation des pièces et un traitement uniforme. Les FOM sont adaptées avec moins de produit filmogène et une viscosité réglée en fonction des conditions de centrifugation.

### FOM pour lecoefficient de frottement
Les demandes varient en fonction des décideurs, des conditions de vissage et des besoins. Il existe quatre grandes classes de coefficient de frottement :
- 0,06 à 0,09 (I)
- 0,08 à 0,14 (II)
- 0,09 à 0,15 (III)
- 0,12 à 0,18 (IV)

Les constructeurs français demandent en général les catégories I et IV alors que les allemands exigent plutôt les catégories I, II et III. On retrouve ces mêmes variantes en Amérique mais les Japonais utilisent des technologies différentes avec des coefficients supérieurs à 0,23.

## Marchés
- Visserie / boulonnerie
- Industrie automobile
- Bâtiment
- Aéronautique
- Constructions mécaniques